# 광주광산소방서
광주광산소방서(光州光山消防署, Gwangju Gwangsan Fire station)는 광주광역시 광산구를 관할하는 광주광역시 소방안전본부 산하의 소방서이다.
소방서장은 소방정으로 보한다.

## 조직
| - 소방행정과 - 소방행정팀 - 예산장비팀 | - 예방안전과 - 예방홍보팀 - 소방민원팀 | - 현장대응과 - 대응지원팀 - 구조구급팀 - 현장지휘팀 |

## 관할센터 및 관할구역
광주광산소방서는 6개의 119안전센터와 1개의 구조대를 산하에 두고 있다.
| 명칭                     | 사진 | 주소               | 관할구역                                                      | 지역대 |
| ------------------------ | ---- | ------------------ | ------------------------------------------------------------- | ------ |
| 하남119안전센터          |      | 하남산단1로 92     | 하남동, 본량동, 임곡동                                        |        |
| 송정119안전센터          |      | 상무대로 93-1      | 송정 1·2동, 도산동, 평동, 신흥동, 어룡동 일부, 삼도동, 동곡동 |        |
| 월곡119안전센터          |      | 사암로 276         | 월곡 1·2동, 우산동, 어룡동 일부                               |        |
| 비아119안전센터          |      | 비아로12길 10      | 비아동, 첨단 1동 일부, 첨단 2동 일부                          |        |
| 신가119안전센터          |      | 신가로 26          | 신가동, 운남동                                                |        |
| 첨단119안전센터          |      | 임방울대로825길 16 | 첨단 1동 일부, 첨단 2동 일부                                  |        |
| 평동119안전센터          |      | 월전로 59          | 동곡동, 평동, 삼도동                                          |        |
| 광주광산소방서 119구조대 |      | 하남산단1로 13     | 광주광역시 광산구 일원                                        |        |

## 사건사고
- 2011년 1월 22일 광산구 월곡동에서 고드름을 제거하던 중 고가사다리차의 와이어가 끊어져 1명이 순직하고 1명이 부상당했다.[4]

## 같이 보기
- 대한민국 소방청
- 대한민국의 소방
- 소방관 계급